# Åsmyrtjärnen (Särna socken, Dalarna)
Åsmyrtjärnen är en sjö i Älvdalens kommun i Dalarna och ingår i Dalälvens huvudavrinningsområde.